# Aerodromo Ascona

i7
i11
i13
Der Aerodromo Ascona (ICAO-Code: LSZD, IATA-Code: ACO, auch Aerodromo di Ascona oder Flugplatz Ascona) wurde am 28. August 1947 als privater Flugplatz eröffnet und für den Flugbetrieb Ende 1997 geschlossen. Die ehemalige Betreiberin, die Aerodromo Ascona SA, wurde anfangs 2004 aus dem Handelsregister gestrichen.

## Lage
Der Flugplatz lag in Bereich eines ehemaligen, trocken gefallenen Seitenarms der Maggia, dem „Fiüm vecc“ (alter Fluss). Die Maggia-Korrektion, welche zwischen 1891 und 1907 durchgeführt wurde, führte erst dazu, dass das Delta in der heutigen Form genutzt werden konnte.
Die einzige Piste hatte am Schluss eine offizielle Länge von 625 Meter bei einer Breite von 20 Metern. Diese Angabe weicht durchaus von anderen ab. So soll die anfänglich vorhandene Graspiste 780 Meter gemessen haben und wurde 1960 durch eine 700 Meter lange Hartpiste ersetzt, die später auf 750 Meter verlängert wurde.

## Geschichte
Der Flugplatz ist eng mit Lello Bianda verknüpft. Er war es, der bei der Bürgergemeinde das Nutzungsrecht des Landes für 50 Jahre beantragte und bekam und in der Folge dann auch den Flugplatz erbauen liess und betrieb. Der anfängliche Hauptnutzungzweck war es, den deutschen und österreichischen Fliegern den Motorflug zu ermöglichen, war der deutsche Luftraum doch bis 1955 von den Alliierten noch mit starken Beschränkungen belegt. In der Folge konnten die deutschen Flieger in ihrem Heimatland keinen Flugzeugführerschein für den Motorflug erwerben oder erneuern. Doch wandelte sich Ascona zu einem Flugplatz für Stars und Sternchen, die mit dem Flugzeug anreisten und sich in Ascona oder Locarno vergnügten. Dazu passt auch das von Lello Bianda ab 1952 betriebene „Ristorante Aerodromo“ und die „Lello-Bar“ unmittelbar neben den Flugplatz. Das Restaurant besteht als „Ristorante Aerodromo da Nani“ noch heute.
Von 1948 bis zu seinem tödlichen Absturz am 29. August 1954 war Edmund „Edi“ Dougoud als Pilot und Fluglehrer auf dem Flugplatz Ascona. Er ist die zweite Persönlichkeit aus den Anfangszeiten des Flugplatzes.
Zu den bekannten Piloten, welche in Ascona ausgebildet wurden oder ihren Flugschein erneuert haben, gehören Herbert von Karajan, Richard Gruner und Heinz Rühmann. Heinz Rühmann verunfallte am 18. Mai 1952 zusammen mit Gisela Griffel in Ascona, als es zu einer Bruchlandung kam, bei der sich das Flugzeug auf den Rücken legte. Die beiden Insassen wurden dabei nicht ernsthaft verletzt.